# Prinzenhöhle (Hemer)
Die Prinzenhöhle ist eine Tropfsteinhöhle im Stadtteil Sundwig von Hemer.
Sie steht vermutlich über das Perick-Höhlensystem mit der Von-der-Becke-Höhle und der Heinrichshöhle in Verbindung.
Im Handbuch der Geographie zum Gebrauch für höhere Schulanstalten und für gebildete Leser wird für die Prinzenhöhle 1830 eine Länge von mehr als 1.000 Fuß angegeben.
Die Höhle wurde bei Steinbrucharbeiten um das Jahr 1812 entdeckt. Sie erhielt ihren Namen von einem Besuch des damaligen Kronprinzen von Preußen.
1869 befand sich die Höhle im Besitz von Adolf von der Becke sen.